# لردال
لَردال (به لاتین: Lærdal) یک شهرداری در نروژ است که در سون او فیوردانه واقع شده‌است. لردال ۱٬۳۴۲٫۴۸ کیلومتر مربع مساحت و ۲٬۱۵۹ نفر جمعیت دارد.

## نگارخانه

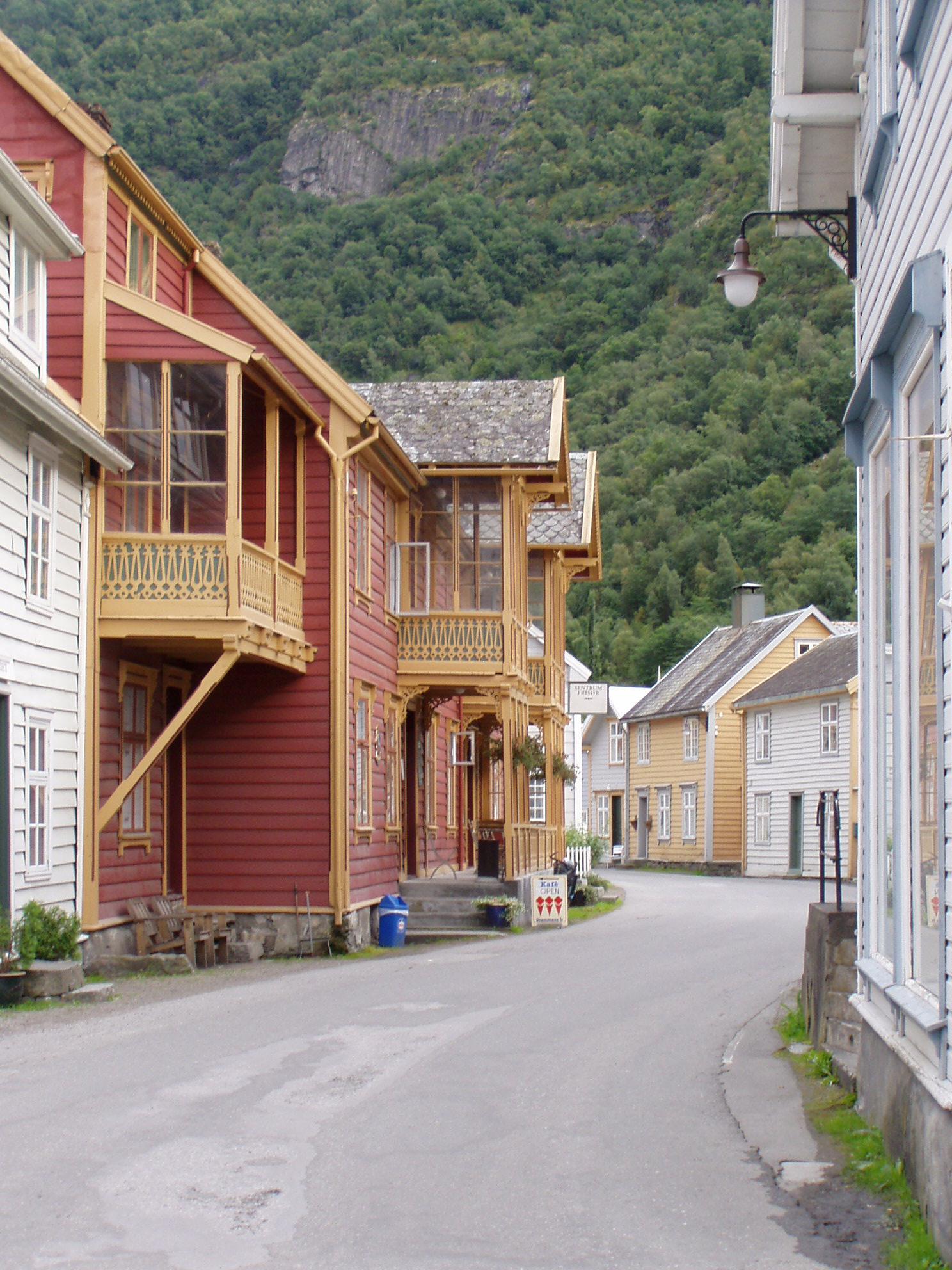
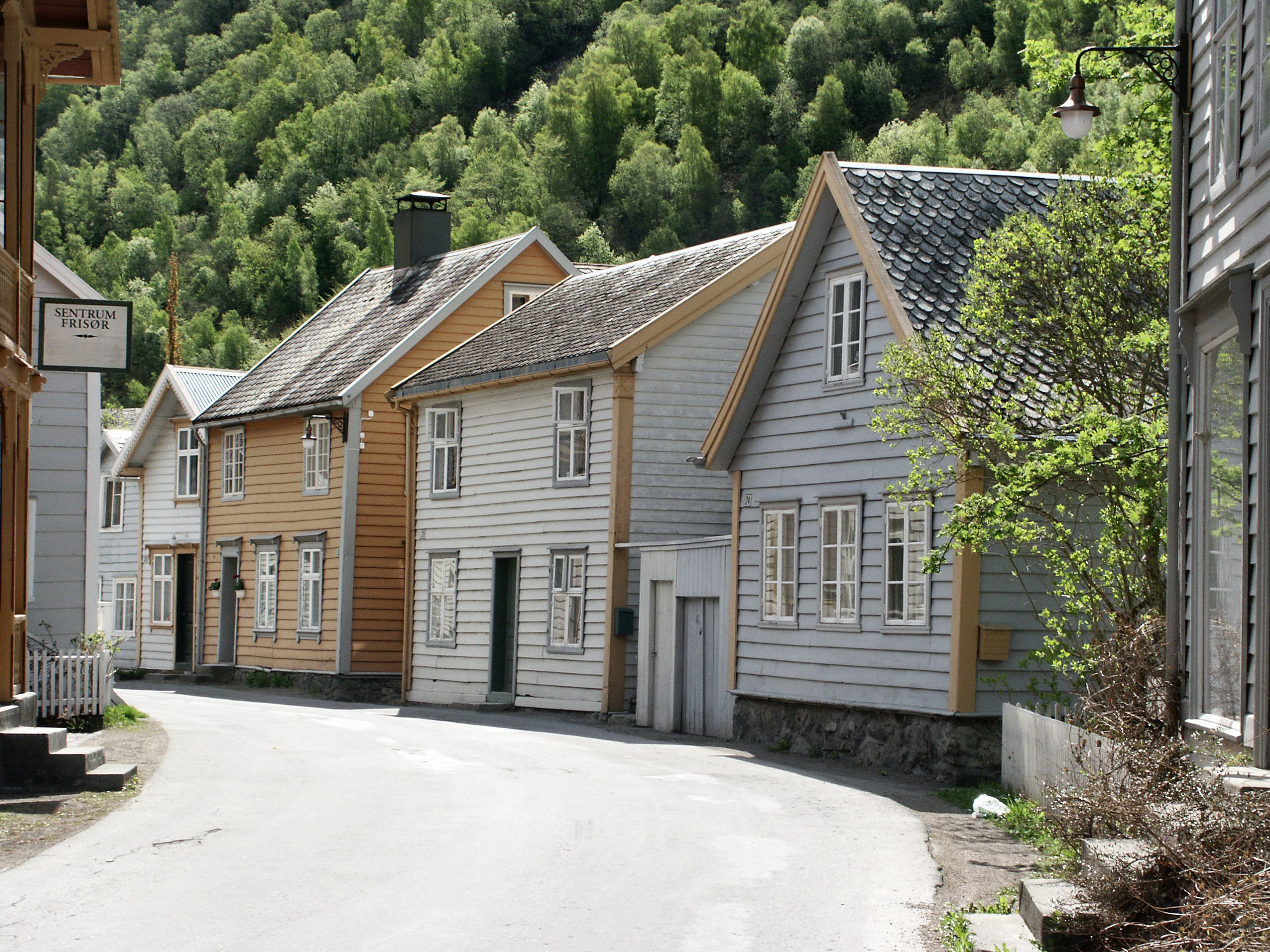
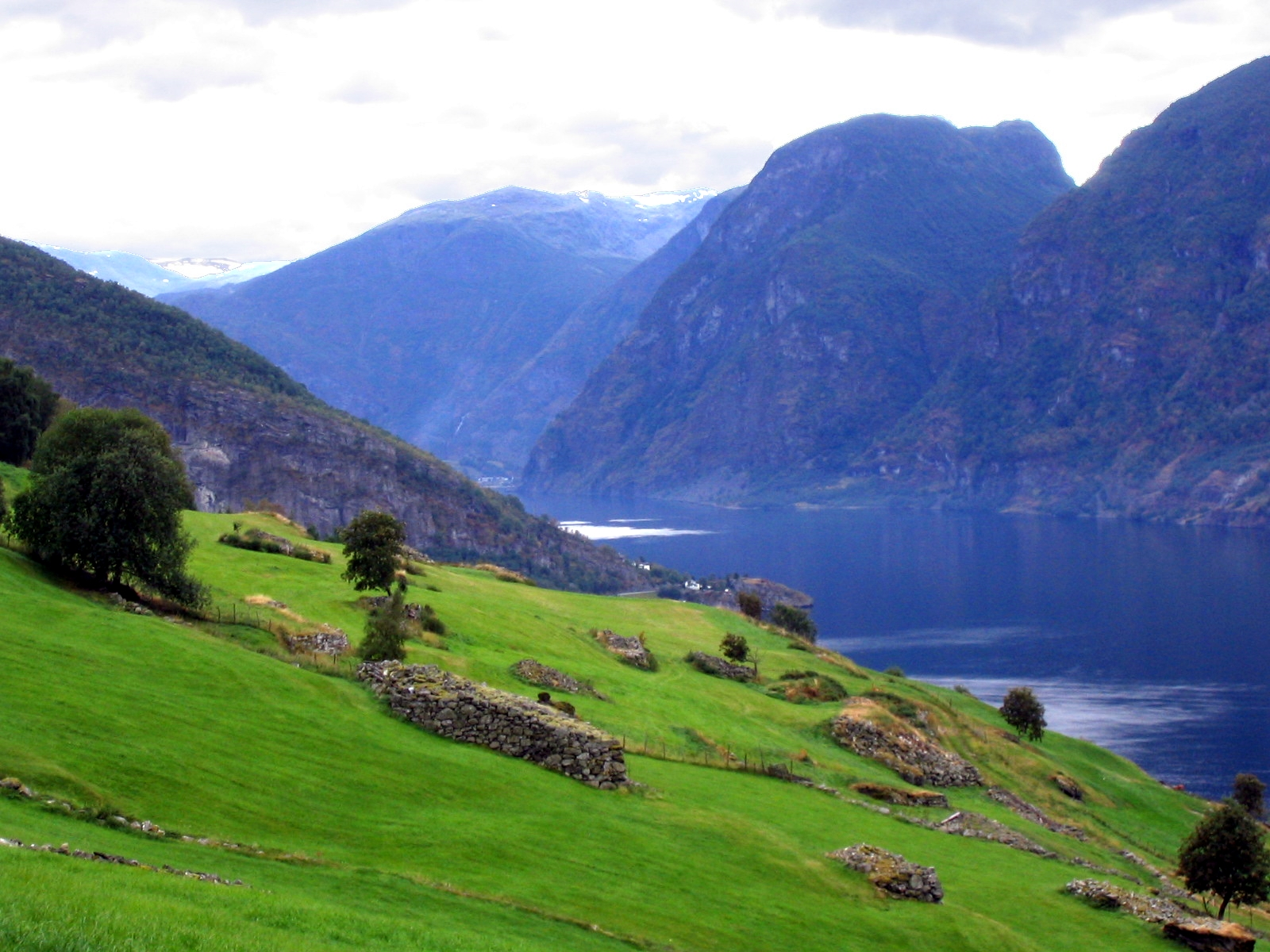
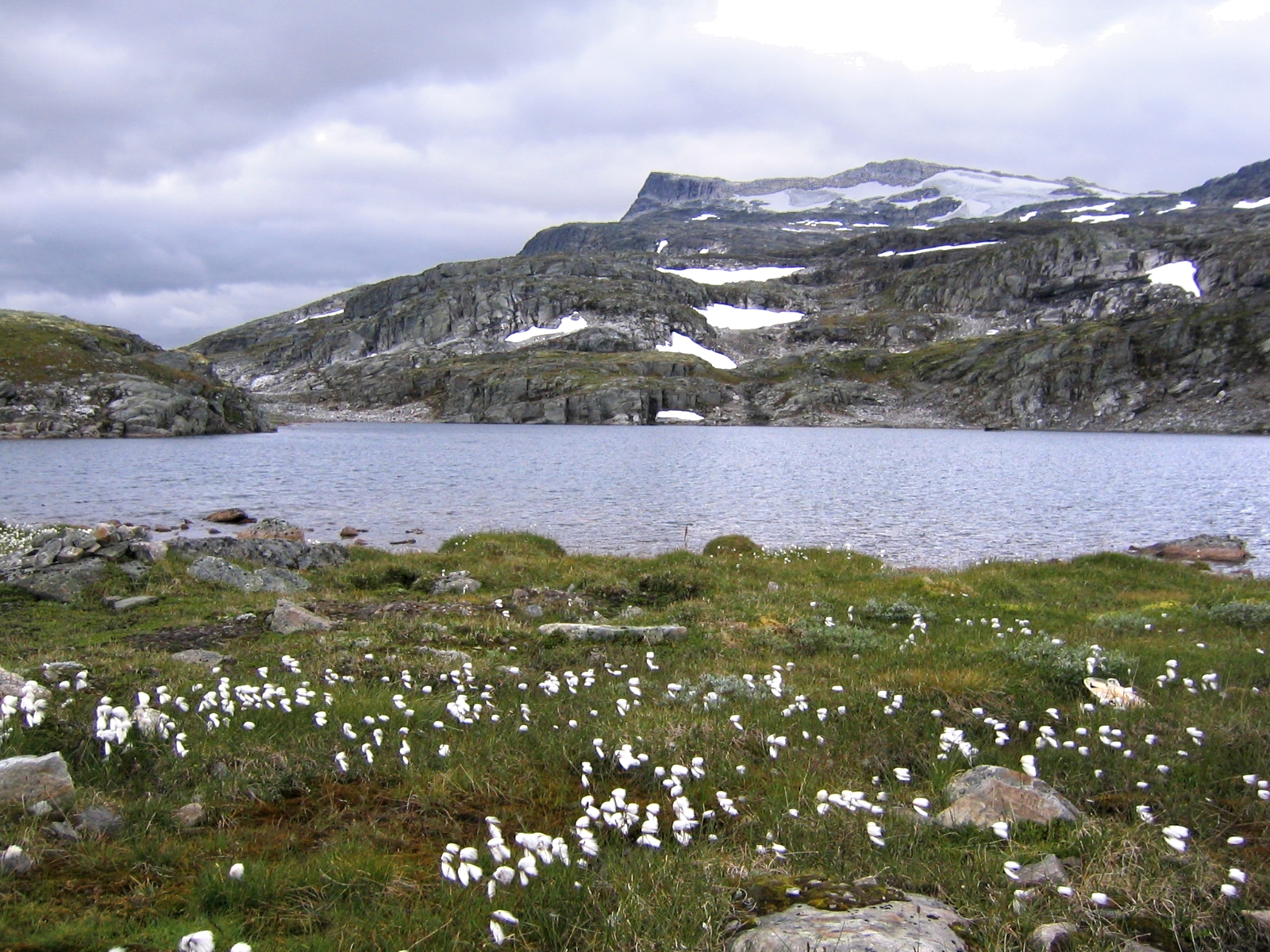
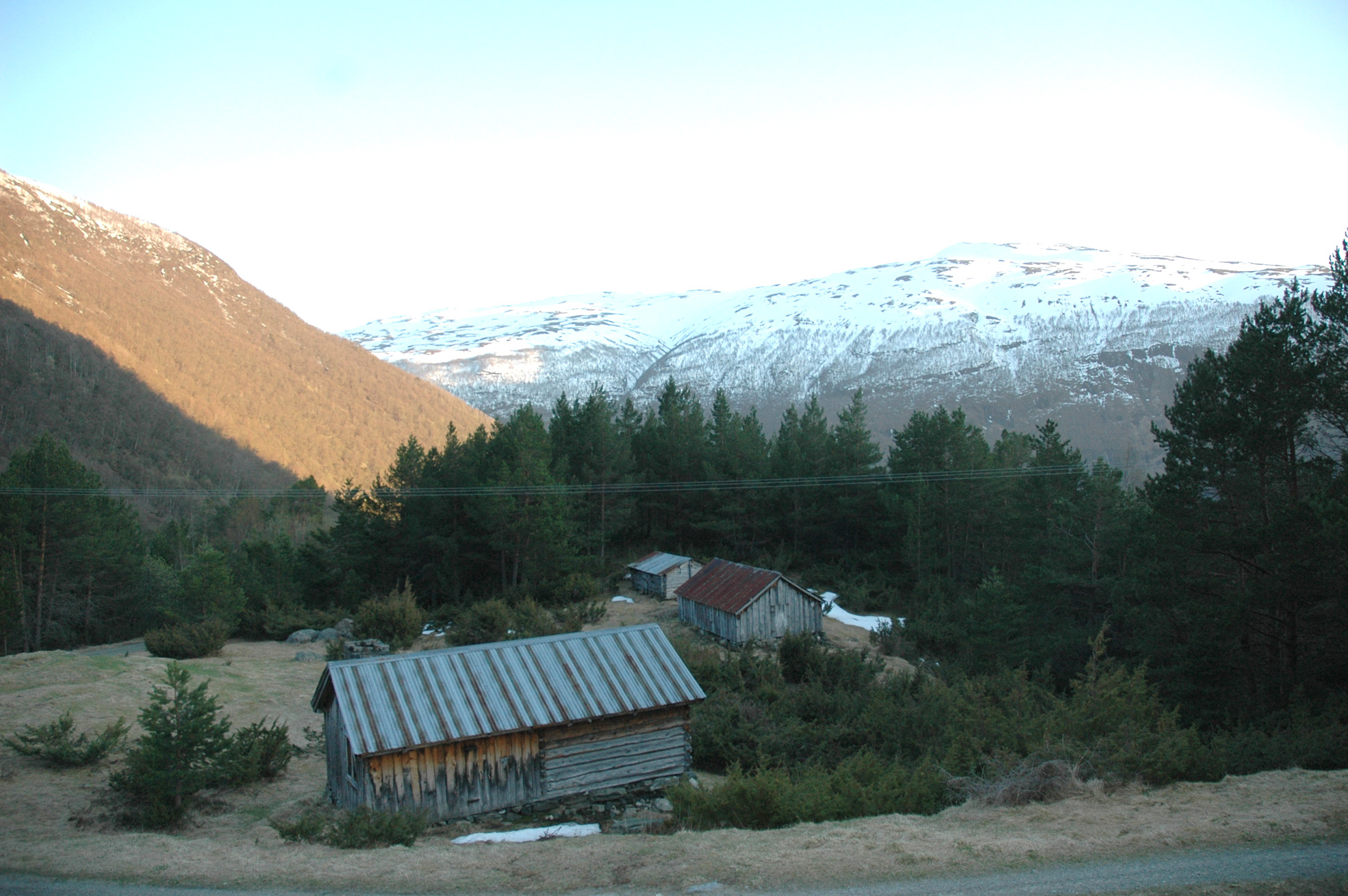
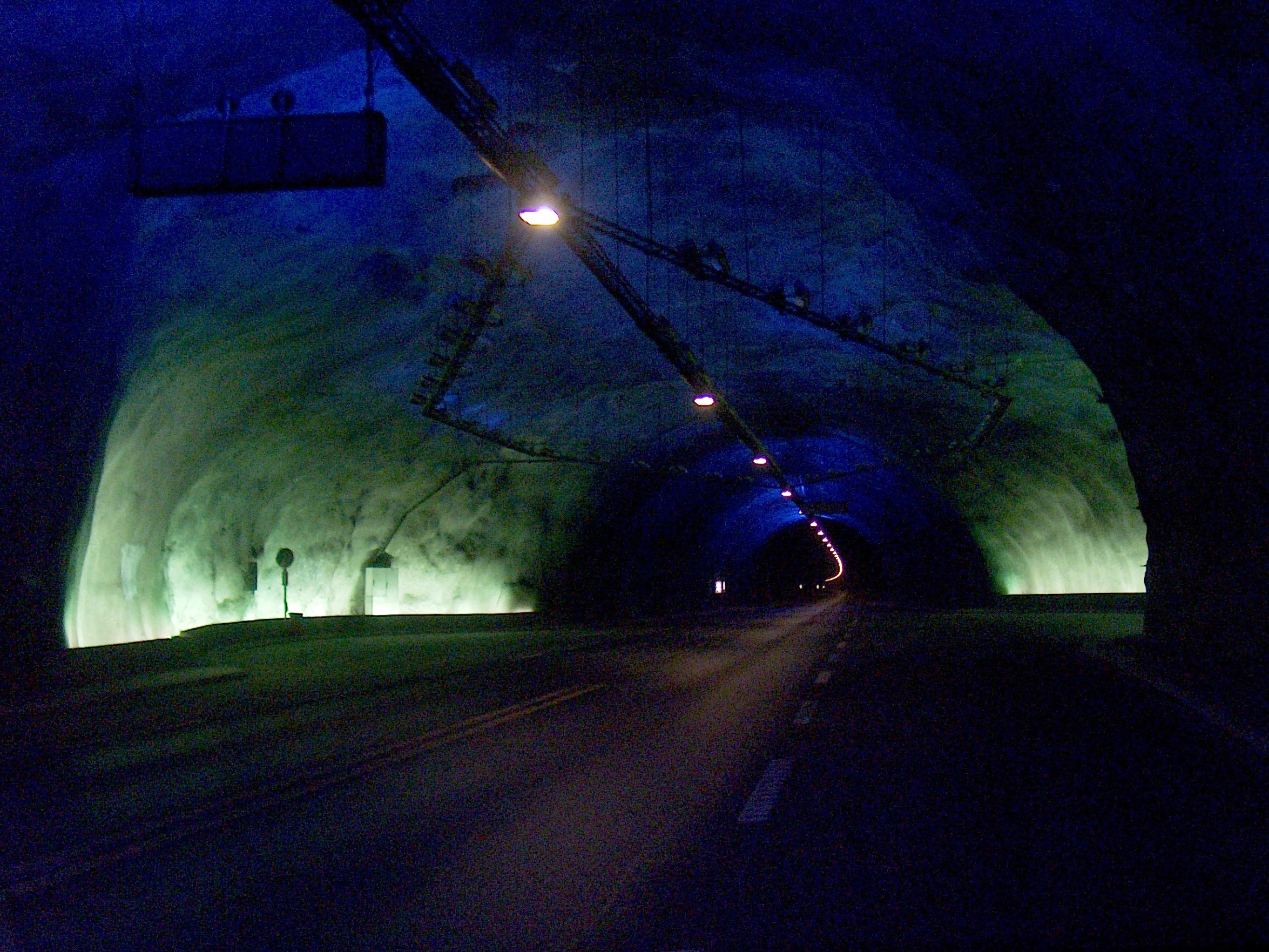
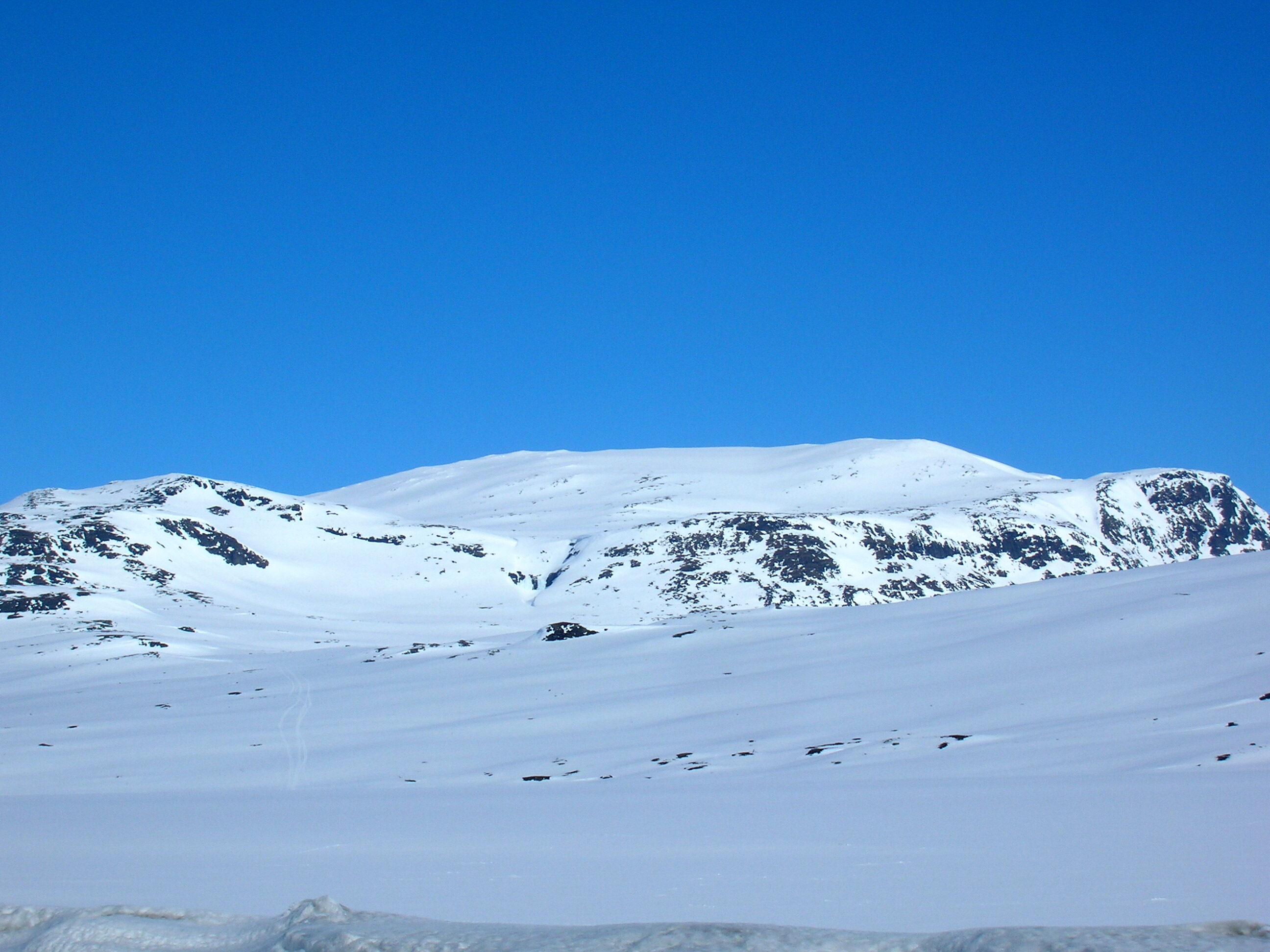

## خواهرخوانده

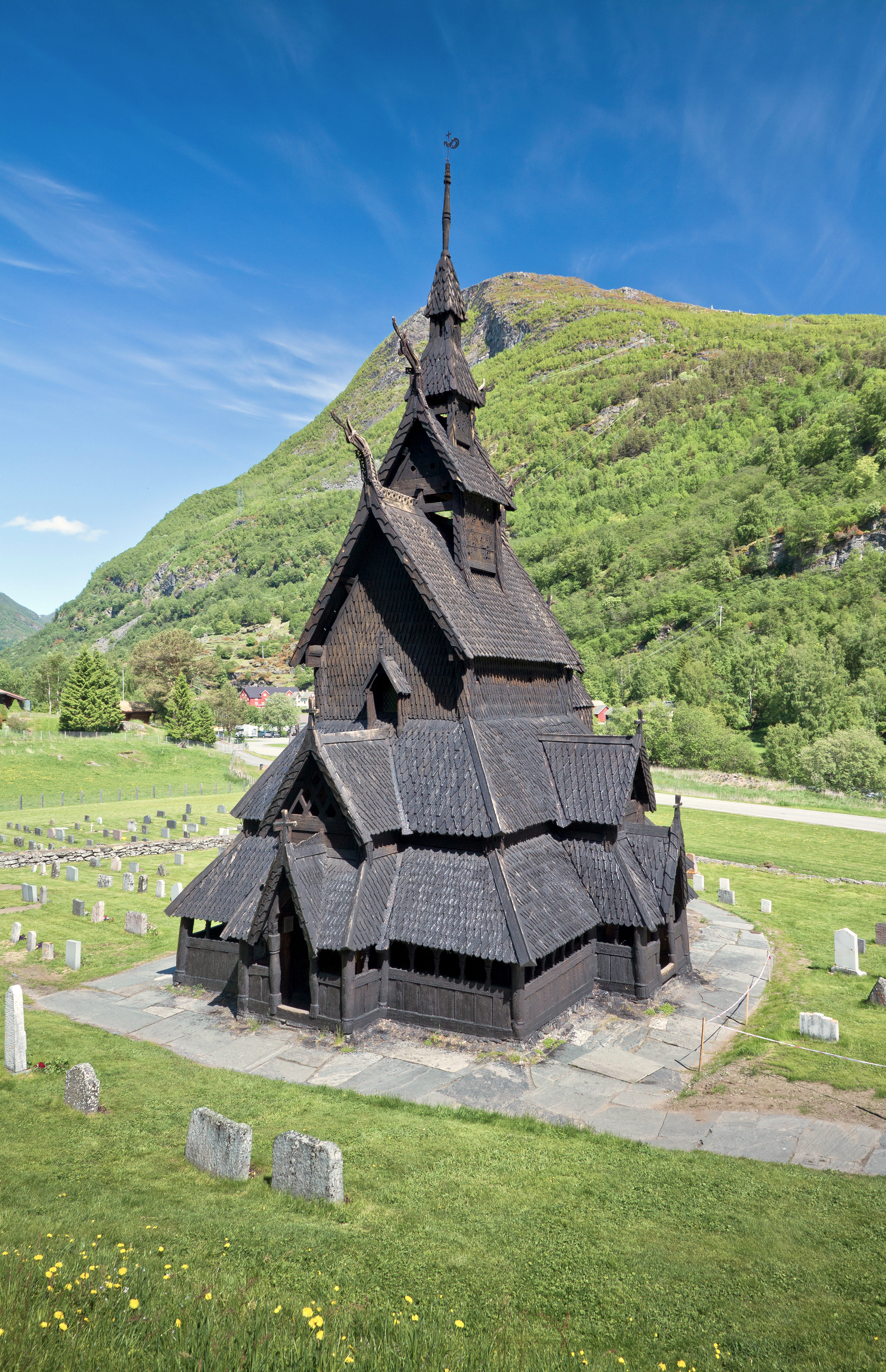
کلیسای بورگاند استیو یک کلیسای منطقه‌ای سابق در کشور نروژ است که در شهر لَردال در شهرستان وستلند، نروژ قرار دارد. این کلیسا در حدود سال ۱۲۰۰ به عنوان کلیسای روستای بورگوند ساخته شد، زمانی که اعمال مذهبی آن به کلیسای جدید بورگاند که در همان نزدیکی ساخته شد منتقل شد کلیسای قدیمی بازسازی، حفاظت و به موزه تبدیل شد. این کلیسا توسط انجمن حفاظت از بناهای باستانی نروژ تأمین و اداره می‌شود و به عنوان یک کلیسا سه شبستانی از نوع سوگن طبقه‌بندی می‌شود. محوطه آن شامل تنها برج ناقوس ایستاده مستقل نروژ است که از چوب ساخته شده‌است.

شهر اریحا خواهرخواندهٔ لردال هست.